# Medicina rinascimentale
La medicina rinascimentale dovette misurarsi con le molte epidemie che decimavano la popolazione europea fino alla fine del Medioevo e oltre, a Rinascimento inoltrato: peste, lebbra e tubercolosi sono gli esempi più noti. Ve ne furono però molte altre: la sifilide, la scabbia, il carbonchio, il tifo. Alcuni fatti segnarono la medicina, a partire da quel periodo.

## La globalizzazione delle malattie tra vecchio e nuovo mondo
Da un lato la sequela delle grandi piaghe che furono protagoniste e devastarono la fine dell'età medioevale. 
Durante il secolo XIV apparì in Europa la peste nera che fu causa di morte, di per sé, di circa 20-25 milioni di europei.
Ancora la comparsa in Europa della Sifilide, il Mal Franzoso. Per la forma secondaria di tale malattia, in Europa moriranno circa 20 milioni di persone. La massima estensione di questa epidemia fu nel 1495 a Napoli, difesa da italiani e spagnoli ed assediata dall'esercito francese al servizio di Carlo VIII. Durante l'assedio, le prostitute francesi propagarono la malattia tra gli eserciti mercenari ed i soldati spagnoli, dando origine alla misteriosa piaga chiamata con il nome di morbo gallico e più tardi come «malattia dell'amore».
Gli oriundi americani verranno viceversa, a contatto con malattie come il vaiolo, il morbillo e la tubercolosi.

## Nascita della scienza
Nei secoli XV e XVI ebbero origine in Italia la filosofia della scienza e l'umanesimo: il fiorire in Italia delle università al riparo delle nuove classi mercantili, spinse il motore intellettuale dal quale derivò il progresso scientifico che caratterizzò questo periodo. Questa "nuova era" portò in particolar modo alle scienze naturali ed alla medicina, sotto il principio generale del revisionismo critico. Si iniziava a contemplare l'universo sotto un'ottica meccanicista.
Per molti studiosi, fino a quel periodo, fare una scoperta scientifica voleva dire ricercare il vero Galeno, oppure comunque ricercare nei classici qualcosa che era sfuggito ai posteri. Più che scienza si trattava di filologia.
La chiesa inoltre, con le Bolle Papali De cadaverum sectione di Sisto IV e Clemente VII, risolve tutte le interpretazioni ambigue sui provvedimenti precedenti riguardanti gli impedimenti alla dissezione umana.

## Presenza di alcune grandi personalità

Realdo Colombo, De re anatomica

Ora si inaugura l'epoca dei grandi anatomici: di coloro che effettuano autopsie ed osservano il corpo umano. L'evidenza sperimentale si scontra con gli errori anatomici e fisiologici di Galeno e le proposte avanzate da Ruggero Bacone toccano tutte le discipline scientifiche.
Niccolò Copernico pubblica la sua teoria eliocentrica, nello stesso anno in cui Andrea Vesalio, il principale anatomista di questo periodo, pubblica: De humani corporis fabrica, la sua opera più rilevante e successivamente utilizzato come manuale imprescindibile per gli studenti di medicina dei successivi quattro secoli. 
a) Vesalio si laurea presso la Università di Padova, dopo essersi formato a Parigi, ed essere nominato explicator chirurgiae (professore di chirurgia) di questa università italiana.
Durante i suoi anni come professore redigerà la sua grande opera, finendo la sua carriera professionale come medico di Carlo I e successivamente di Filippo II. Fece un pellegrinaggio a Gerusalemme nel 1563 come espiazione per far commutare la pena di morte nella penitenza del pellegrinaggi. Era stato infatti condannato alla pena capitale per aver effettuato una dissezione su un giovane nobile, ritenuto morto, fino alla scoperta, durante l'autopsia, che all'apertura del torace, il cuore batteva ancora.

Mondino dei Liuzzi, Anathomia, 1541

Andrea Vesalio è un risultato di un processo che si sviluppò lentamente fino dall'inizio del secolo XIV. Nel 1316 Mondino de Luzzi, medioevale di nascita, ma rinascimentale di diritto, pubblicò presso la scuola di Bologna la sua Anathomia, il primo testo a fare una descrizione anatomica di una pubblica dissezione, dando inizio ad una successione di trattati anatomici e chirurgici nei quali la medicina deve reinventarsi come disciplina empirica e proto-scientifica.
Lo stesso Leonardo da Vinci pubblicò un innumerevole catalogo di illustrazioni a cavallo tra l'anatomia a l'arte, basate sulla dissezione di almeno venti cadaveri, e pubblicò la prima classificazione delle infermità mentali.

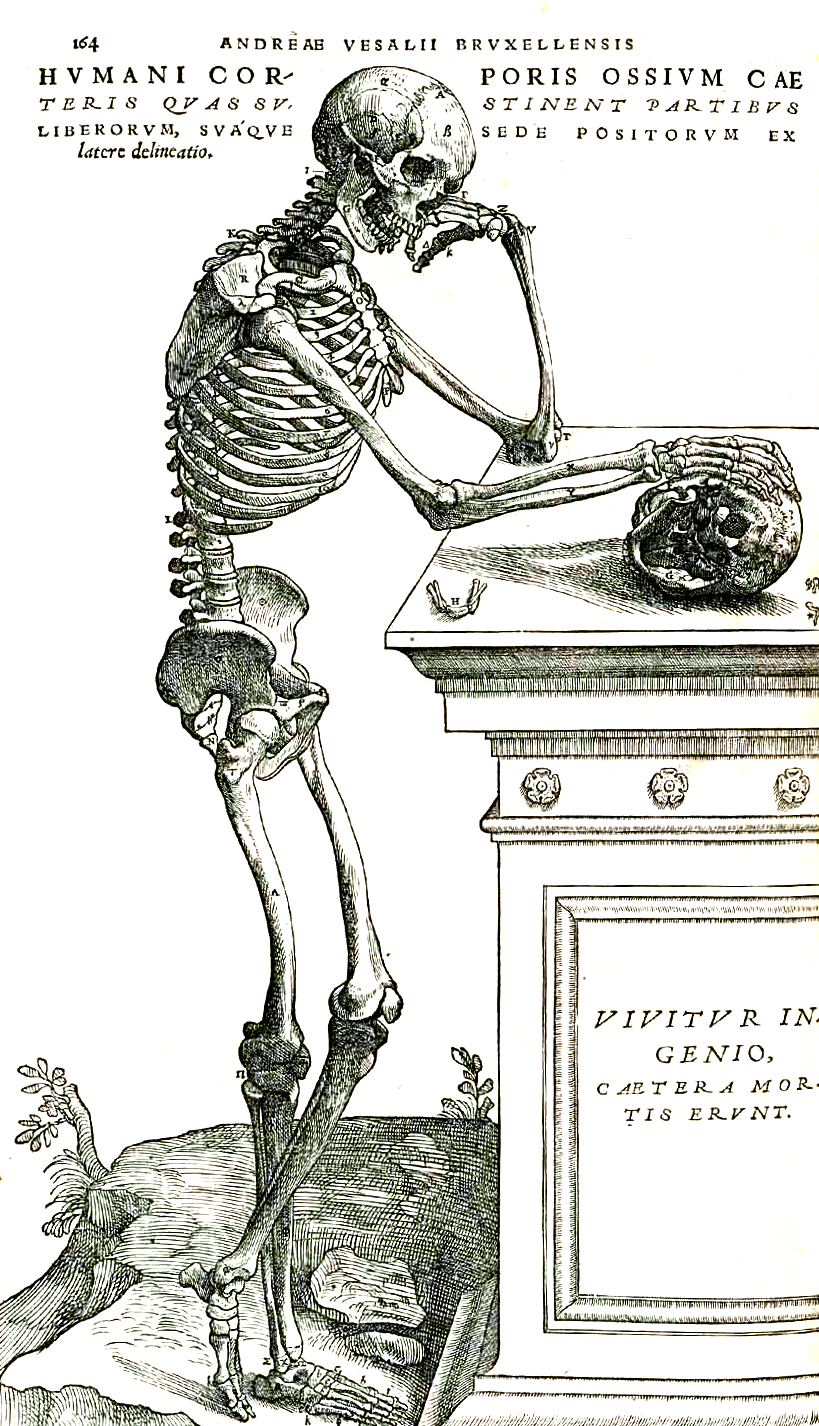
De humani corporis fabrica, xilografia 164. Edizione del 1543.

L'opera di Vesalio vide due edizioni, durante la vita dell'autore, e presupponeva una concezione innovativa dell'anatomia, trattasi di una anatomia funzionale, più di una anatomia topografica scorgendo, nella descrizione delle cavità del cuore, quello che sarà la grande scoperta anatomica e fisiologica dell'epoca: la circolazione polmonare che sarà formulata in modo più completo da due grandi medici rinascimentali Michele Serveto (in Christianismi restitutio del 1553) e Matteo Realdo Colombo (in De re anatomica, 1559), e la cui paternità è attribuita classicamente al medico del secolo XVII William Harvey.
In seguito alla enorme influenza furono nominate alcune strutture anatomiche con l'eponimo di Vesalio, come il "foro di Vesalio" (orifizio dell'osso sfenoide, la "vena di Vesalio", emissaria che passa per il foro di Vesalio) od il "legamento di Vesalio" o "di Poupart" (nel bordo inferiore dell'aponeurosi del muscolo obliquo esterno. Furono anche trasformati in eponimi i nomi di alcuni discepoli o contemporanei del Vesalio come Gabriele Falloppio (1523-1562) o Bartolomeo Eustachio (1524-1574), autore nel 1552 delle Tabulae anatomicae pubblicate solo nel 1714.
b) Ambroise Paré rappresenta alla perfezione il modello del medico fatto da sé e reinventore del ruolo della medicina. Pur essendo di famiglia umile raggiunse una tale fama che finì per essere il medico di corte di cinque re.
La sua formazione iniziò nel grembo dei barbieri e dei dentisti, accompagnando però questo lavoro con l'assistenza all'Hôtel-Dieu di Parigi. Soffrì di un certo rifiuto della comunità medica, sia per la sua origine umile, sia per la sua ignoranza del latino e del greco, che lo portarono a scrivere tutta la sua opera in francese. 
Fin dal suo inizio fu considerato un rinnovatore, la qual cosa non sempre gli fu di beneficio, anche se la sua reputazione fu fino alla fine il suo principale biglietto da visita. 
Buona parte della sua opera di analisi è confutazione di costumi, tradizioni, e superstizioni mediche, senza fondamento né utilità reale.

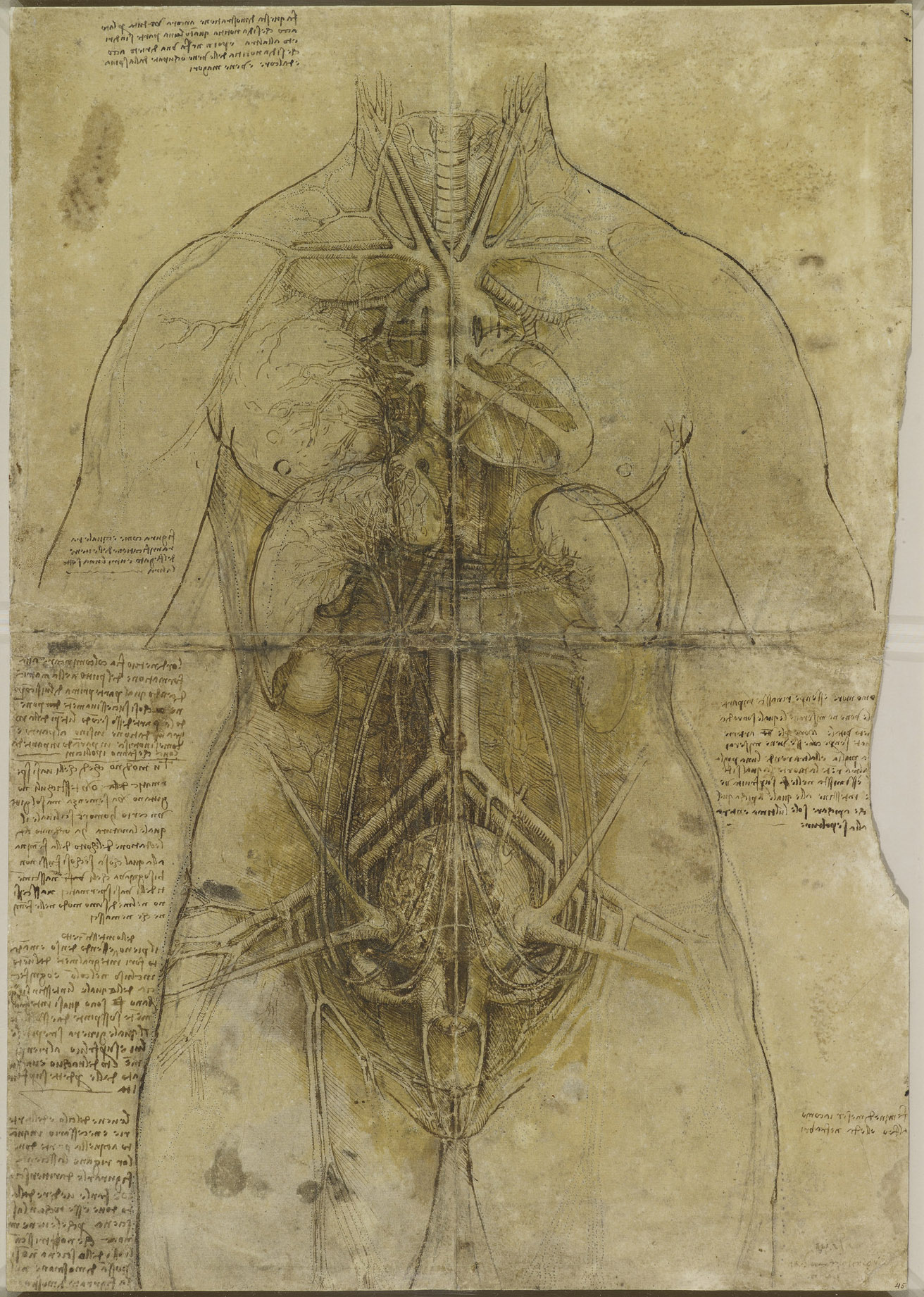
Studio anatomico di Leonardo da Vinci: Gli organi principali ed il sistema vascolare di una donna, 1507.

c) Per quanto concerne Paracelso (Theophrastus Philippus Aureolus Bombastus von Hohenheim), laureatosi presso lo Studio di Ferrara, la sua controversa personalità (ed il soprannome autoproclamato di Paracelso in quanto "superiore a Celso stesso", il medico romano) lo ha collocato in un campo alcune volte immeritato della storia: più prossimo alla alchimia ed alla magia, che alla medicina.
C'è da segnalare senza dubbio il suo studio critico della teoria ippocratica degli umori, la sua opera sul liquido sinoviale o la sua opposizione alla influenza della scolastica e la sua predilezione per la sperimentazione contro la speculazione. Per Paracelso il vero magistero non stava nei libri di Avicenna o Galeno, bensì nell'esperienza. Paracelso ruppe anche con l'ortodossia medica dichiarando, nel 1527 a Basilea:
Non dobbiamo seguire gli insegnamenti dei vecchi maestri, bensì la osservazione della natura, confermata da una grande pratica ed esperienza. Chi ignora che la maggior parte dei medici danno falsi consigli, pregiudicando così i loro malati? Io voglio solo attenermi alle parole di ippocrate, Galeno, Avicenna ed altri. Ciò di cui necessita il medico è la conoscenza della natura e dei suoi segreti.
Ancora Paracelso fa rinascere il concetto di autoguarigione (munia è la forza vitale che cura e protegge il corpo dalle aggressioni esterne) affermando anche la teoria ora nel tempo affine al Karma indiano. Nella terapia usa però antimonio, arsenico ecc. per cui non è considerato un vero naturopata.
Questa posizione, decisamente aggressiva contro la medicina più ortodossa, così come i suoi studi erboristici, considerati precursori dell'omeopatia, gli valsero il rigetto dei medici tedeschi ed in generale della storiografia medica ufficiale.
Di Fracastoro c'è poco da segnalare se non un'opera minore scritta nel 1546 che non avrà ripercussioni se non alcuni secoli dopo: De contagione et contagiosis morbis. In essa Fracastoro introdusse il concetto di Seminaria morbis (semilla de enfermedad), una rudimentale anticipazione della teoria microbica.

## La medicina dei semplici

De' capricci medicinali, 1670

Altra importante caratteristica di questa epoca è l'attenzione per la cosiddetta medicina dei semplici. Medici di nome che cominciarono ad attingere da queste risorse che in fondo erano il risultato di tentativi ed esperienze di secoli, furono Gabriele Falloppio, Leonardo Fioravanti, Girolamo Cardano, Ulisse Aldrovandi, in cui spesso (chi più e chi meno) magia e botanica si confondevano..
Ancora sono da segnalare alcuni clinici, come il francese Jean François Fernel, autore de Universa Medicina, 1554, al quale si deve il termine malattia venerea.
Il rinascimento è anche l'epoca dello sviluppo della psicologia con Juan Luis Vives, della biochimica, con Jean Baptiste van Helmont, o della anatomia patologica: Antonio Benivieni riassunse nella sua opera De abditis morborum causis (De las causas ocultas de las enfermedades, 1507) i risultati delle autopsie di molti dei suoi pazienti, confrontandoli con i sintomi prima della morte, allo stesso modo dell'empirismo scientifico moderno. La più grande figura dell'anatomia patologica è sicuramente Giovanni Battista Morgagni appartenente al secolo successivo.

## Ristrutturazione degli ospedali
- La malattie vengono divise in "interne" (ovvero da causa interne) trattate dal medico-fisico ed in "esterne" (trattate dal chirurgo)
- Si tendono a creare ospedali maggiori per malati suscettibili di guarigione, ed ospedali minori per malati cronici (non suscettibili di guarigione).
- si comincia a creare un personale giuridico amministrativo
- l'ospedale da' meno spazio alla carità e pone l'attenzione sulla salute del corpo[7]

Nel 1419, inoltre,  venne istituito a Firenze lo Spedale degli Innocenti.

## Figure della medicina
In età moderna si formano una grossa varietà di figure che operano nell'ambito sanitario, a volte anche in contrasto tra di loro. Queste sono:
Curatori regolari
- - Medico laureato: è la figura ufficiale del medico, studia all'università, in corsi triennali, attraverso il metodo dei dibattiti. La sua preparazione è, quindi, concentrata sulla logica, sulla retorica e sulla cultura classica;
  - Speziale-farmacista: lavora come venditore di spezie e medicamenti in una sua bottega;
  - Barbiere-chirurgo: si occupa della cura "esterna" dell'uomo, ossia i suoi compiti vanno dai salassi alla cura di tumori cutanei ai compiti del barbiere.

Curatori irregolari
(perlopiù itineranti)
- - Stufarolo: offre come servizio i bagni caldi;
  - Cavadenti: il precursore del dentista;
  - Fabbricatori e venditori di cinti per ernie: questa categoria lavorava in bottega;
  - Ciarlatano: il nome probabilmente deriva da "ciarla" o "cerretano" (ordine religioso); la sua professione è legata allo spettacolo: ad esempio, poteva lavorare con musicisti o scimmie. Questa categoria è in concorrenza ai medici;
  - Cantambanchi;

Levatrici
a margine delle figure sanitarie si trova l'unica figura esercitabile dalle donne; suo compito è ciò che riguarda la sessualità femminile, compresi i parti.
Ad eccezione del medico laureato, queste figure si formano per apprendistato.